# Inhibitor C1
Inhibitor C1 (ang. C1 inhibitor, C1-inh, C1 esterase inhibitor) – należący do serpin, białkowy inhibitor proteaz serynowych, którego jedną z głównych funkcji jest przeciwdziałanie spontanicznej aktywacji dopełniacza.
Inhibitor C1 jest białkiem ostrej fazy, α2-globuliną, która jest prawidłowym składnikiem białek osocza – występuje w stężeniu 0,25-0,45 g/l. Stężenie to ulega 2-3-krotnemu zwiększeniu w przebiegu reakcji zapalnej. Jest produkowany w wątrobie, ale także przez pobudzone monocyty i inne komórki.
Inhibitor C1 jest największym białkiem z klasy serpin (478 reszt aminokwasowych). Złożony jest z pojedynczego łańcucha polipeptydowego i posiada w odróżnieniu od innych przedstawicieli dwie domeny: serpinową i N-końcową. Tylko od domeny serpinowej zależy działanie inhibicyjne wobec proteinaz. Inhibitor C1 należy do białek o największej glikozylacji, a węglowodany stanowią ok. połowę jego masy cząsteczkowej (104-kDa).
Ludzki gen dla inhibitora C1 (SERPING1) znajduje się na 11 chromosomie (11q11-q13.1)
Inhibitor C1 nieodwracalnie łączy się i dezaktywuje wchodzące w skład kompleksu C1 dopełniacza proteolityczne białka C1r i C1s. Dokładniej blokuje aktywację C1r, przeciwdziała działaniu C1r na C1s oraz hamuje działanie C1s na C4 i C2 poprzez łączenie się z tymi białkami i odłączenie ich od kompleksu C1. W warunkach fizjologicznych prawie cały zawarty we krwi składnik C1 jest zablokowany przez jego inhibitor, a do aktywacji dochodzi w miarę potrzeby i tylko na odpowiednio krótki czas.
Białka te odgrywają kluczową rolę w klasycznej drodze aktywacji dopełniacza. Konsekwencją tego działania jest zapobieganie powstaniu wazoaktywnych i chemotaktycznych peptydów kaskady dopełniacza: C2b, C3a i C5a. W ten sam sposób inaktywowane są białka MASP-1 i MASP-2 kompleksu MBL, które biorą udział w lektynowej drodze aktywacji dopełniacza. C1-inh działa zapobiegawczo na proteolityczne rozcinanie składników C4 i C2 przez C1 i MBL. Chociaż nazwa sugeruje rolę w układzie dopełniacza C1-inh ma również działanie inaktywujące na proteolityczne białka w kaskadzie krzepnięcia, w fibrynolizie i układzie kinin. Szczególnie ważne z fizjologicznego punktu widzenia jest ważne działanie C1-inh jako inhibitora osoczowej kalikreiny, plazminy oraz aktywnych form czynników krzepnięcia XIa i XIIa.
Inhibitor C1 hamuje przejście prekalikreiny w kalikreinę, a co za tym idzie reguluje produkcję bradykininy.

## Znaczenie kliniczne
Niedobór inhibitora C1 jest zespołem chorobowym w obrazie klinicznym charakteryzującym się powtarzającymi się wystąpieniami obrzęku naczynioruchowego. Wrodzony obrzęk naczynioruchowy jest rzadkim schorzeniem o dziedziczeniu autosomalnym dominującym w którym zmniejszone jest działanie inhibitora, albo przez upośledzoną jego produkcję albo przez produkcje wadliwego białka.

## Inhibitor C1 jako lek
Naturalnym postępowaniem w niedoborze inhibitora C1 byłaby substytucja tego białka. Jednak lek uzyskiwany z krwi dawców grozi przeniesieniem chorób wirusowych, jest drogi i nie może być stosowany na szerszą skalę i poza wskazaniami nagłymi (zamiennie stosuje się osłabione androgeny danazol i stanozolol).
Biotechnologiczna produkcja inhibitora C1 początkowo nie była możliwa ponieważ szeroko stosowana bakteria E. coli, nie ma zdolności glikozylacji wytworzonego białka, co powoduje, że traci ono swoje fizjologiczne własności. W związku z tym opracowano metodę produkcję z użyciem transgenicznych królików . Lek nosi kod ATC B02 AB 03.